# Amalie von Oldenburg

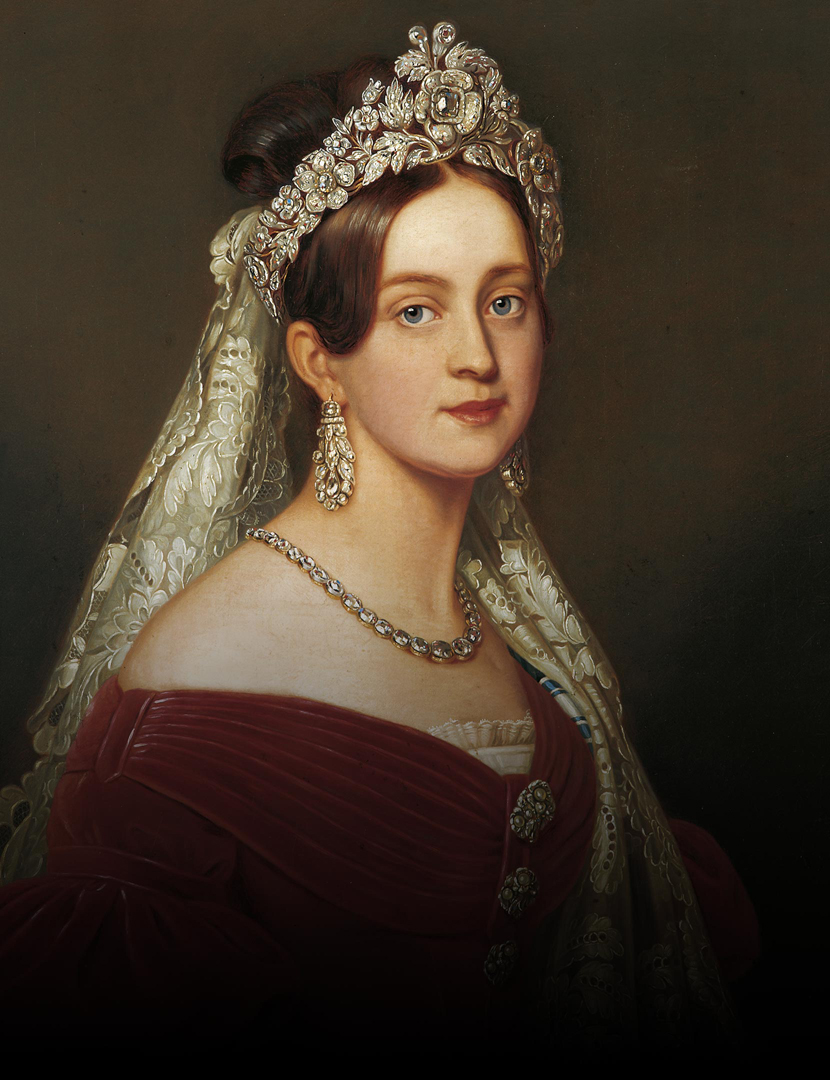
Königin Amalie von Griechenland (Gemälde von Joseph Karl Stieler)

Amalie Marie Friederike Herzogin von Oldenburg (* 21. Dezember 1818 in Oldenburg; † 20. Mai 1875 in Bamberg) wurde durch Heirat Prinzessin von Bayern und Königin von Griechenland.

## Leben
Amalie war die Tochter von Großherzog Paul Friedrich August von Oldenburg und seiner ersten Frau, Prinzessin Adelheid von Anhalt-Bernburg-Schaumburg-Hoym. Amalie heiratete am 22. November 1836 in Oldenburg König Otto I. von Griechenland, den Sohn von König Ludwig I. von Bayern und Prinzessin Therese von Sachsen-Hildburghausen. Die Ehe blieb kinderlos.
Königin Amalie initiierte die Planung und Anlegung des Schlossgartens in Athen (seit 1974 Nationalgarten), jedoch richtete sich ihr Hauptinteresse auf die Landwirtschaft, wo sie sich für eine Einschränkung der Macht türkischer Großgrundbesitzer einsetzte. Sie unterstützte die Steigerung der landwirtschaftlichen Produktion unter anderem durch die Förderung des Einsatzes moderner Anbaumethoden. Angeblich entwarf sie auch die Uniform der Evzonen.
Politische Widerstände zwangen Amalie und ihren Ehemann 1862 dazu, Griechenland zu verlassen und sich ins Exil in die Heimat Ottos zu begeben.
Amalie starb 1875 im Alter von 56 Jahren in Bamberg. Als Erbin ihres beträchtlichen Vermögens setzte sie ihre Schwester Friederike von Washington ein.
Amalie wurde in der Gruft der Theatinerkirche in München beigesetzt.

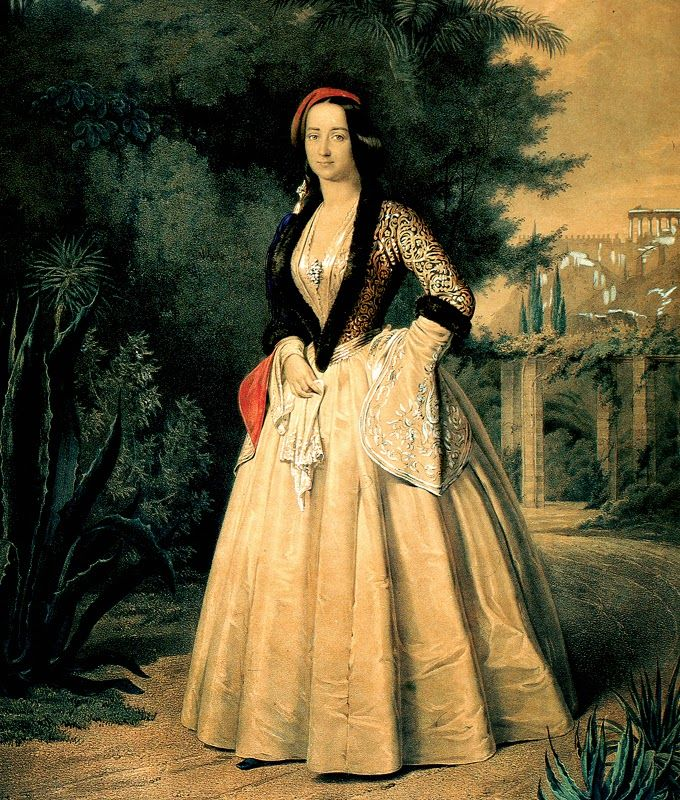
Königin Amalie in griechischer Tracht
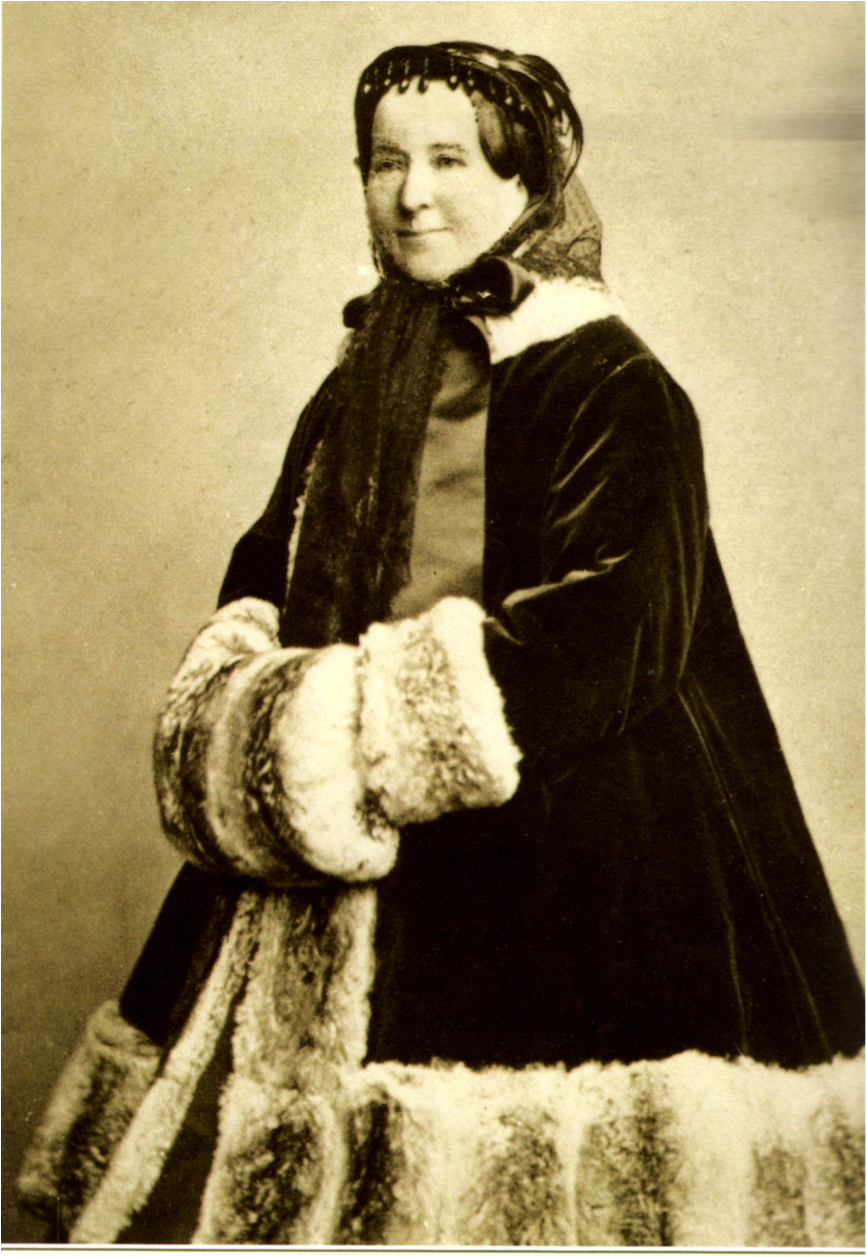
Königin Amalie mit Chinchilla-Muff und -Besatz (1867)
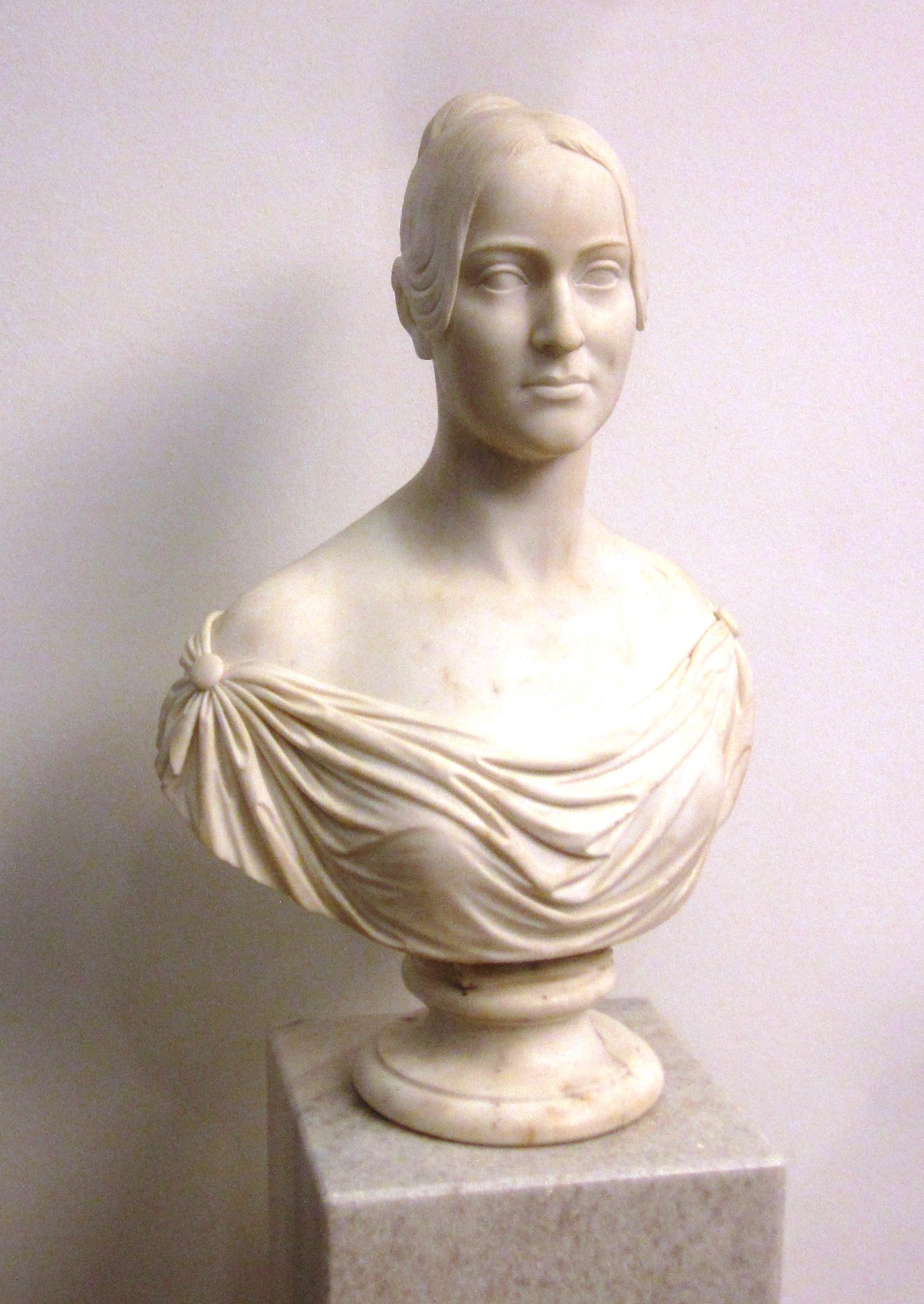
Marmorbüste von Heinrich Max Imhof (1838) im Stammhaus der Landessparkasse zu Oldenburg
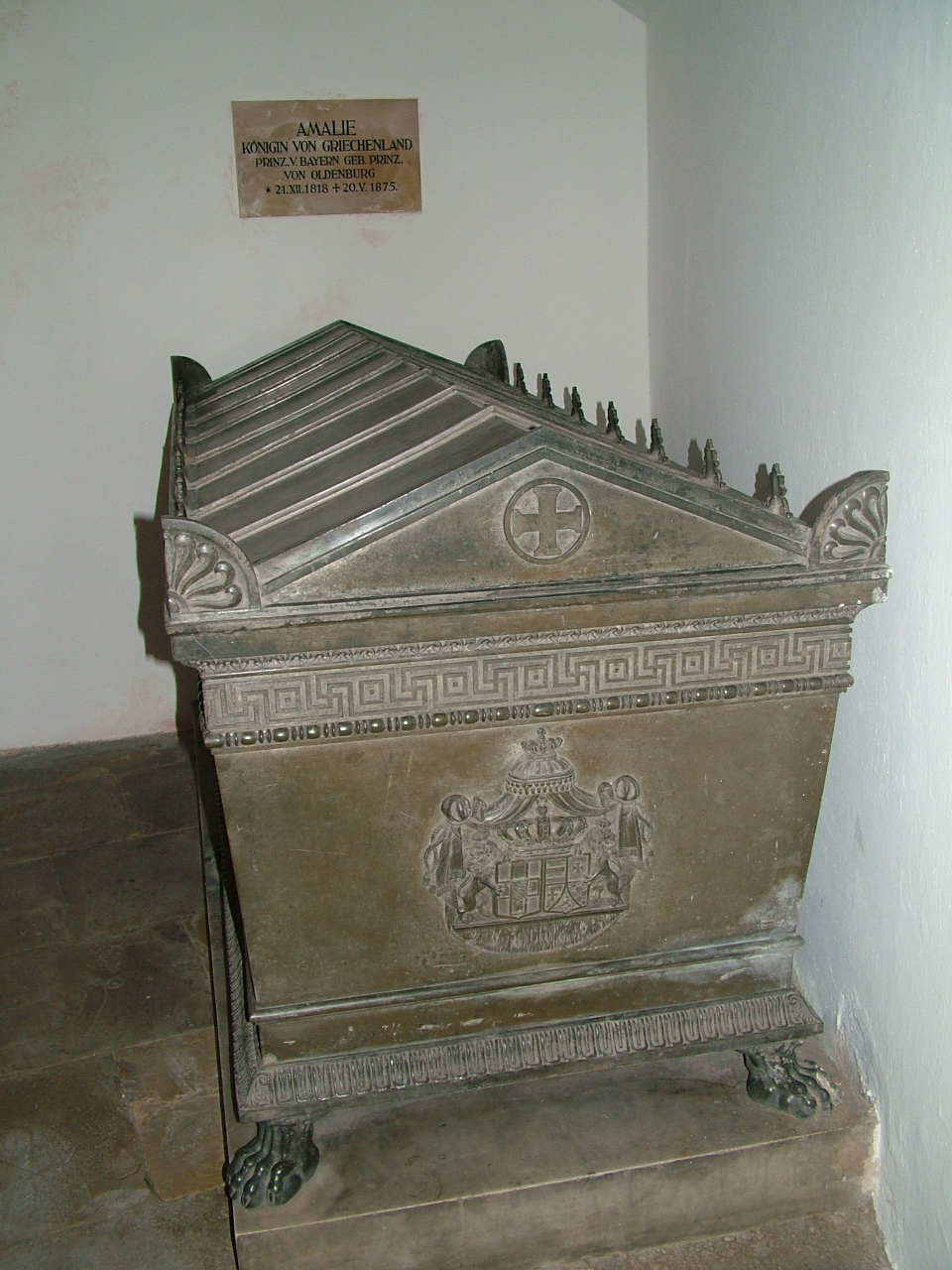
Grab der Königin Amalie

## Gedenken
Zu Lebzeiten wurde ihr offensiver Einfluss auf das politische und gesellschaftliche Leben in Griechenland von Frauen als emanzipatorischer Akt verstanden. In Gebieten, die noch zum Osmanischen Reich gehörten, provozierten Griechinnen durch Imitation des freizügigen Kleidungsstils von Amalie. In Griechenland hatte sie den Spitznamen „schöne Amalie“ und bis heute hält sich der Mythos, Amalie sei die schönste Königin des Landes gewesen.
Der in Griechenland tätige Botaniker Theodor von Heldreich benannte folgende Arten nach ihr:
- Abies Reginae Amaliae (Heldr.)
- Abies apollinis var. reginae-amaliae (Heldr.)
- Abies cephalonica var. reginae-amaliae (Heldr.)
- Sempervivum marmoreum subsp. reginae-amaliae (Heldr. & Sarnth.)

Eine 1885 durch die Zusammenlegung zweier Ortschaften entstandene Gemeinde auf dem Peloponnes trägt zu ihrem Gedenken den Namen Amaliada, eine weitere ist Amaliapoli. Eine Hauptverkehrsstraße im Zentrum Athens, die Leofóros Basilísis Amalías (deutsch: Königin-Amalie-Allee) ist nach ihr benannt, sie liegt an dem von ihr angelegten Nationalgarten.
In Oldenburg tragen die Amalienbrücke über die Hunte und die sie einfassende Amalienstraße ihren Namen. Weitere Amalienstraßen bestehen in Würzburg und Bamberg.

## Archivinformationen
Die Briefe der Königin Amalia an ihre Schwägerin, Mathilde Karoline von Bayern, Großherzogin von Hessen, geschrieben zwischen 1837 und 1861, werden im Hessischen Staatsarchiv Darmstadt in Darmstadt aufbewahrt.
Die Briefe von Königin Amalia an ihren Bruder Peter II., Großherzog von Oldenburg, geschrieben zwischen 1861 und 1862, werden im Niedersächsischen Landesarchiv Oldenburg aufbewahrt.